# Mistrovství světa v ledním hokeji 2003 (Divize II)
Mistrovství světa v ledním hokeji (Divize II) se probíhala ve dnech 24. března–12. dubna 2003 ve městech Soul (Skupina A) a Sofie (Skupina B).

## Skupiny

### Skupina A
| Poř. | Země                | Z | V | R | P | Skóre | B  |
| ---- | ------------------- | - | - | - | - | ----- | -- |
| 1.   | Korea               | 5 | 5 | 0 | 0 | 50:10 | 10 |
| 2.   | Srbsko a Černá Hora | 5 | 4 | 0 | 1 | 46:11 | 8  |
| 3.   | Španělsko           | 5 | 3 | 0 | 2 | 27:23 | 6  |
| 4.   | Austrálie           | 5 | 2 | 0 | 3 | 25:26 | 4  |
| 5.   | Jižní Afrika        | 5 | 1 | 0 | 4 | 19:32 | 2  |
| 6.   | Mexiko              | 5 | 0 | 0 | 5 | 5:70  | 0  |

 Jižní Afrika -  Španělsko 2:9 (0:4, 2:2, 0:3)
5. dubna 2003 – Soul
 Austrálie -  Srbsko a Černá Hora 3:8 (2:2, 1:5, 0:1)
5. dubna 2003 – Soul 
 Mexiko -  Jižní Korea 1:19 (0:7, 0:4, 1:8)
5. dubna 2003 – Soul
 Jižní Korea -  Austrálie 11:3 (3:2, 5:0, 3:1)
6. dubna 2003 – Soul 
 Srbsko a Černá Hora -  Jižní Afrika 10:2 (4:0, 2:0, 4:2)
6. dubna 2003 – Soul 
 Španělsko -  Mexiko 12:3 (6:1, 4:0, 2:2)
6. dubna 2003 – Soul 
 Jižní Korea -  Jižní Afrika 7:3 (3:1, 3:2, 1:0)
8. dubna 2003 – Soul 
 Srbsko a Černá Hora -  Španělsko 7:1 (2:1, 3:0, 2:0)
8. dubna 2003 – Soul
 Mexiko -  Austrálie 0:11 (0:1, 0:8, 0:2)
8. dubna 2003 – Soul 
 Španělsko -  Jižní Korea 1:8 (1:2, 0:4, 0:2)
9. dubna 2003 – Soul 
 Austrálie -  Jižní Afrika 5:3 (0:2, 4:1, 1:0)
9. dubna 2003 – Soul 
 Srbsko a Černá Hora -  Mexiko 19:0 (4:0, 8:0, 7:0)
9. dubna 2003 – Soul 
 Jižní Korea -  Srbsko a Černá Hora 5:2 (1:1, 3:0, 1:1)
11. dubna 2003 – Soul 
 Španělsko -  Austrálie 4:3 (2:0, 0:1, 2:2)
11. dubna 2003 – Soul 
 Jižní Afrika -  Mexiko 9:1 (4:0, 5:0, 0:1)
11. dubna 2003 – Soul 

### Skupina B
| Poř. | Země      | Z | V | R | P | Skóre | B |
| ---- | --------- | - | - | - | - | ----- | - |
| 1.   | Belgie    | 5 | 4 | 0 | 1 | 29:8  | 8 |
| 2.   | Čína      | 5 | 4 | 0 | 1 | 19:13 | 8 |
| 3.   | Bulharsko | 5 | 2 | 1 | 2 | 15:10 | 5 |
| 4.   | KLDR      | 5 | 2 | 1 | 2 | 16:13 | 5 |
| 5.   | Izrael    | 5 | 1 | 2 | 2 | 11:19 | 4 |
| 6.   | Island    | 5 | 0 | 0 | 5 | 4:31  | 0 |

 KLDR -  Čína 1:3 (0:1, 0:1, 1:1)
24. března 2003 – Sofie
 Island -  Izrael 1:4 (0:1, 0:1, 1:2)
24. března 2003 – Sofie
 Bulharsko -  Belgie 1:2 (0:1, 0:0, 1:1)
24. března 2003 – Sofie
 Belgie -  Island 10:2 (4:1, 5:1, 1:0)
25. března 2003 – Sofie
 Izrael -  KLDR 2:2 (0:0, 1:1, 1:1)
25. března 2003 – Sofie
 Čína -  Bulharsko 5:2 (0:1, 2:0, 3:1)
25. března 2003 – Sofie
 Čína -  Island 4:0 (2:0, 0:0, 2:0)
27. března 2003 – Sofie
 Belgie -  Izrael 9:0 (6:0, 2:0, 1:0)
27. března 2003 – Sofie
 KLDR -  Bulharsko 2:5 (0:3, 2:0, 0:2)
27. března 2003 – Sofie
 Izrael -  Čína 4:6 (0:2, 3:0, 1:4)
29. března 2003 – Sofie
 Belgie -  KLDR 2:4 (2:1, 0:1, 0:2)
29. března 2003 – Sofie
 Bulharsko -  Island 6:0 (2:0, 0:0, 4:0)
29. března 2003 – Sofie
 Island -  KLDR 1:7 (0:4, 1:1, 0:2)
30. března 2003 – Sofie
 Čína -  Belgie 1:6 (0:2, 1:1, 0:3)
30. března 2003 – Sofie
 Izrael -  Bulharsko 1:1 (1:0, 0:1, 0:0)
30. března 2003 – Sofie